# Cantó de Saint-Chéron

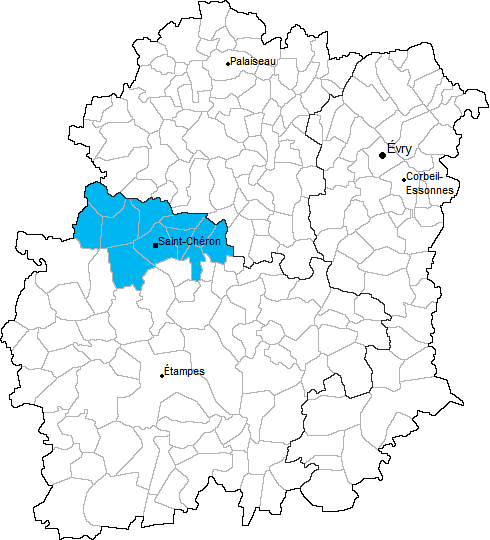
Localització del cantó.

El cantó de Saint-Chéron és un antic cantó francès del departament d'Essonne, que estava situat al districte d'Étampes. Comptava amb 11 municipis i el cap era Saint-Chéron.
Va desaparèixer al 2015 i el seu territori es va dividir entre el cantó de Dourdan i el cantó d'Arpajon.

## Municipis
- Angervilliers
- Boissy-sous-Saint-Yon
- Breux-Jouy
- Breuillet
- Le Val-Saint-Germain
- Saint-Chéron
- Saint-Cyr-sous-Dourdan
- Saint-Maurice-Montcouronne
- Saint-Sulpice-de-Favières
- Saint-Yon
- Sermaise

## Història
| Data d'elecció                           | Identitat            | Partit           | Qualitat |
| ---------------------------------------- | -------------------- | ---------------- | -------- |
| 1967-1973                                | M. Lochard           | Divers droite    |          |
| 1973-1976                                | M. Bourge            | Divers droite    |          |
| 1976-1982                                | M. Sanvoisin         | PS               |          |
| 1982-2001                                | Max Marest           | RPR              |          |
| 2001-                                    | Jean-Pierre Delaunay | RPR, després UMP |          |
| les dades anteriors no són pas conegudes |                      |                  |          |
|                                          |                      |                  |          |

## Demografia
| A partir de 1990: Població sense dobles comptes |